# Orazio Schillaci
Pour les articles homonymes, voir Schillaci.
Orazio Schillaci, né le 27 avril 1966 à Rome, est un homme politique, universitaire et médecin italien.
Depuis le 22 octobre 2022, il est ministre de la Santé dans le gouvernement Meloni.

## Biographie
En 1990, il obtient un diplôme de médecine et de chirurgie à l'université La Sapienza, où ensuite il se spécialise en médecine nucléaire en 1994 ; jusqu'en 2001, il est chercheur à l'université de L'Aquila, tandis qu'en 2000, il obtient son doctorat en imagerie radioisotopique fonctionnelle.